# أنتوني زيني
أنتوني زيني تشارلز (بالإنجليزية: Anthony Zinni)‏ ولد في 17 سبتمبر 1943 في بنسيلفانيا، الولايات المتحدة، هو جنرال متقاعد من قوات مشاة بحرية الولايات المتحدة، وقائد سابق للقيادة المركزية الأمريكية للفترة من 13 أغسطس 1971 حتى 6 يوليو 2000. تقاعد في 1 سبتمبر عام 1994. في عام 2002، تم اختياره ليكون مبعوثا خاصا للولايات المتحدة إلى إسرائيل والسلطة الفلسطينية.

## روابط خارجية
- أنتوني زيني على موقع IMDb (الإنجليزية)
- أنتوني زيني على موقع مونزينجر (الألمانية)
- أنتوني زيني على موقع إن إن دي بي (الإنجليزية)